# Högstena Skarpegården
Högstena Skarpegården este o arie protejată (arie specială de conservare — SAC, sit de importanță comunitară — SCI) din Suedia întinsă pe o suprafață de 0,15 ha, integral pe uscat.

## Localizare
Centrul sitului Högstena Skarpegården este situat la coordonatele 58°13′21″N 13°42′38″E / 58.2226°N 13.7106°E.

## Înființare
Situl Högstena Skarpegården a fost declarat sit de importanță comunitară în iunie 2001 pentru a proteja un număr necunoscut de specii din flora spontană și fauna sălbatică aflate în arealul zonei. Situl a fost protejat și ca arie specială de conservare în martie 2011.

## Biodiversitate
Situată în ecoregiunea boreală, aria protejată conține 1 habitat natural: Fânețe de joasă altitudine (Alopecurus pratensis, Sanguisorba officinalis).
La baza desemnării sitului se află un număr nedeclarat de specii protejate.